# Chūjirō Hayashi
Chūjirō Hayashi (林 忠次郎 Hayashi Chūjirō?, 15 de septiembre de 1880–11 de mayo de  1940) fue médico naval japonés y tuvo una gran labor en la transmisión del reiki fuera de Japón, además de convertirlo en una práctica menos mística. Último discípulo iniciado por Mikao Usui en 1925, tras la muerte de su maestro en 1926, comenzó a administrar la clínica de este y se trasladó desde Nakano a Shinano-machi. En 1930 y 1931, hizo cambios significativos en el sistema de Usui y lo renombró como Hayashi Reiki Kenkyū-kai (林靈氣研究会?).
Hayashi sistematizó el método y lo enfocó hacia una vertiente más terapéutica, haciendo hincapié en la curación física y utilizando un conjunto de técnicas más codificado y simple. Entre sus aportaciones más notables habría que destacar el desarrollo de un sistema propio de posiciones de las manos, además del tratamiento en tres zonas del cuerpo (parte frontal del tronco, cabeza y espalda). También creó su propio manual de tratamiento (Reiki Ryoho Shishin).
En 1938 Hayashi no certificó como maestra a Hawayo Takata, ella sólo recibió el segundo nivel y no fue por parte de Hayashi Sensei. Ella luego va 
a llevar el reiki a Hawái y de allí a occidente. Es a menudo considerado como principal discípulo de Usui y segundo Gran Maestro de reiki. Durante su vida, Hayashi Sensei inició a 13 maestros.
El 11 de mayo de 1940, durante la Segunda Guerra Mundial, determinó en hacer seppuku como forma de protesta por la participación de Japón en el conflicto, contrario a sus ideales. Tras su muerte, le sucede como segunda presidenta su mujer Chie y cuando ésta se retira, Hayashi Reiki Kenkyu-kai desaparece.